# Toccata (Busoni)
Pour les articles homonymes, voir Toccata (homonymie).
La Toccata, BV 287, est une œuvre de Ferruccio Busoni en trois parties enchaînées pour piano seul, composée en 1920. 
En préparation du grand opéra Doktor Faust, il s'agit de la dernière œuvre importante pour piano du compositeur.

## Composition
Partition « à la fois grandiose, âpre et sombre, d'une extrême difficulté technique », la Toccata est composée de juillet à septembre 1920. Ferruccio Busoni, pianiste « virtuose à l'âge de huit ans », était conscient de la complexité de cette partition, au point de mettre en exergue une citation de Frescobaldi : « Non è senza difficoltà che si arriva al fine », empruntée au titre de la neuvième toccata d'Il secondo libro de toccate, canzone…
La partition porte la référence BV 264 dans le catalogue des œuvres de Busoni établi par le musicologue Jürgen Kindermann en 1980,.

## Présentation

### Mouvements
L'œuvre est en trois parties enchaînées :
1. Preludio — Quasi Presto, arditamente, en la bémol mineur, à 
,
2. Fantasia — Sostenuto, quasi adagio, en do majeur très chromatique, à 
,
3. Ciaccona — Allegro risoluto, à

### Analyse
La Toccata de Busoni fait partie des œuvres « satellites » en préparation de l'opéra qu'il composait alors, Doktor Faust. La Fantasia centrale de la partition annonce l'air de la duchesse de Parme qui évoque également la « scène d'amour » de Roméo et Juliette de Berlioz.
En revanche, le Preludio initial, qu'Alfred Brendel compare à une « tempête de grêle glacée », renvoie à la « Ballade de l'usurier Lippold » extraite de l'opéra Le Choix d'une fiancée, créé en 1912.

## Discographie
- Ferruccio Busoni, Œuvres pour piano, par Fabio Grasso, Solstice SOCD 158, 1998

### Ouvrages généraux
- Harry Halbreich et François-René Tranchefort (dir.), Guide de la musique de piano et de clavecin, Paris, Fayard, coll. « Les Indispensables de la musique », 1987, 869 p. (ISBN 978-2-213-01639-9), p. 189-195.
- Guy Sacre, La musique pour piano : dictionnaire des compositeurs et des œuvres, vol. I (A-I), Paris, Robert Laffont, coll. « Bouquins », 1998, 1495 p. (ISBN 978-2-221-05017-0)

### Monographies
- (en) Antony Beaumont, Busoni the Composer, Londres, Faber and Faber, 1985, 408 p. (ISBN 0-571-13149-2 et 978-0-253-31270-9).
- Harry Halbreich, Doktor Faust, Paris, L'Avant-Scène Opéra n°193, 1999, 138 p. (ISBN 2-84385-164-5, ISSN 0764-2873).
- (de) Jürgen Kindermann, Thematisch-chronologisches Verzeichnis der Werke von Ferruccio Busoni, vol. 19, Regensburg, Gustav Bosse Verlag, coll. « Studien zur Musikgeschichte des 19. Jahrhunderts », 1980, 518 p. (ISBN 3-7649-2033-5 et 978-0-253-31270-9).